# Pentaeritritol
Pentaeritritol é o composto orgânico com a fórmula C(CH2OH)4. Este poliol branco e cristalino é um "bloco de construção" em síntese orgânica para a preparação de muitos compostos polifuncionais tais como o explosivo PETN e triacrilato de pentaeritritol. S. F. Marrian (1948). «The Chemical Reactions of Pentaerythritol and its Derivatives». Chemical Reviews. 43 (1): 149-202 Derivados de pentaeritritol são componentes de resinas alquídicas, vernizes, estabilizadores de PVC, ésteres de tall oil, e olefinas antioxidantes.

## Preparação
Pode ser preparado pela condensação de acetaldeído e formaldeído num ambiente básico. O processo ocorre por sucessivas reações aldólicas seguidas por uma reação de Cannizzaro. Impurezas incluem dipentaeritritol e tripentaeritritol.
CH3CHO + 4 CH2O + 1/2 Ca(OH)2 → C(CH2OH)4 + 1/2 (HCOO)2Ca